# Públio Mêmio Régulo
Públio Mêmio Régulo (em latim: Publius Memmius Regulus; m. 63) foi um senador romano da gente plebeia Mêmia nomeado cônsul sufecto em 31 com Lúcio Fulcínio Trião.

## Carreira
Régulo e Trião começaram seus mandatos nas calendas de outubro de 31 e serviram até o final do ano. Foi durante o mandato dos dois que o poderoso prefeito pretoriano caiu em desgraça e Régulo foi pessoalmente responsável por realizar a prisão.
Depois do consulado, Régulo foi prefeito da Macedônia e da Acaia. Durante seu mandato nesta última, Régulo e seus filhos foram homenageados com várias estátuas. Em 37, depois da morte de Tibério, Calígula ordenou que Régulo removesse a estátua de Zeus de Fídias em Olímpia, na Grécia, uma das sete maravilhas do mundo, e a levasse para Roma.
Régulo era um dos sodais augustais, membro do colégio dos epulões e um dos irmãos arvais, todos sacerdócios importantes em Roma. Tácito o descreve como "um homem digno, de grande influência e bom nome". Em 63, Régulo faleceu, o mesmo ano que Caio Mêmio Régulo, possivelmente um de seus filhos, foi cônsul. Logo depois, o imperador Nero o descreveu como um dos grandes recursos da nação.

## Família
Originário da cidade de Rossilhão, na província da Gália Narbonense, Régulo chegou ao consulado como homem novo, o primeiro de sua família a chegar ao posto. Um Caio Mêmio já havia sido cônsul sufecto em 34 a.C., mas os não eram parentes próximos. 
A esposa de Régulo foi Lólia Paulina, uma mulher de grande beleza e riquíssima. Logo depois de chegar ao trono, Calígula obrigou Régulo a se divorciar dela para que, em 38, ela se tornasse sua terceira esposa. Depois de apenas seis meses, depois de se apoderar da fortuna dela, Calígula se divorciou e exilou Paulina. Régulo provavelmente era o pai de Caio Mêmio Régulo, cônsul em 63.